# Rohlíčky (Librantice)
Rybník Rohlíčky je rybník o rozloze vodní plochy asi 2,9 ha, zhruba obdélníkovitého tvaru o rozměrech asi 190 x 160 m, nalézající se polích na bezejmenném potoce na východním okraji obce Librantice v okrese Hradec Králové. Je zakreslen již na mapovém listě č. 96 z prvního vojenského mapování z let 1764–1768. 
Rybník je využíván pro chov ryb.

## Galerie

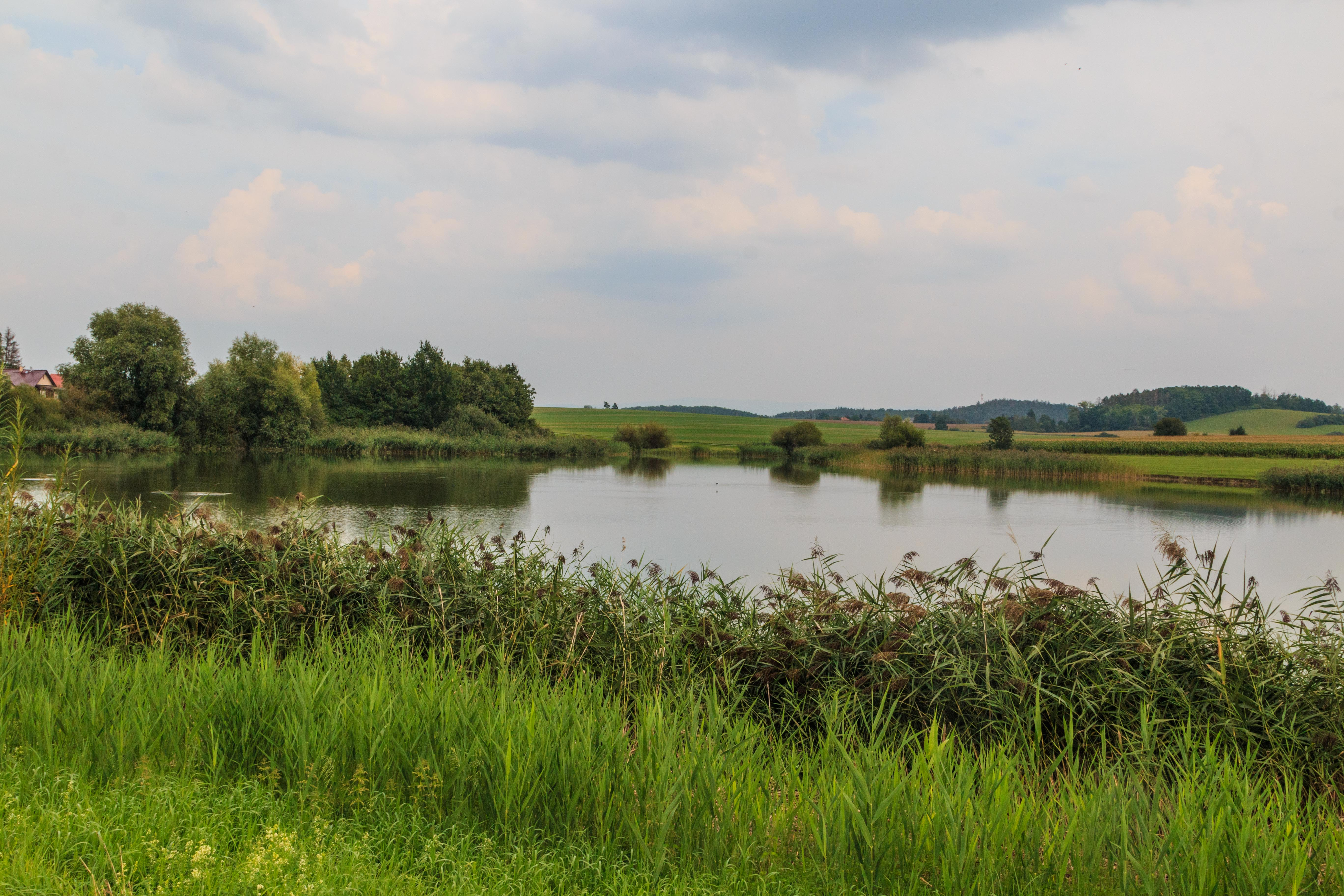
Pohled na rybník Rohlíčky u Librantic
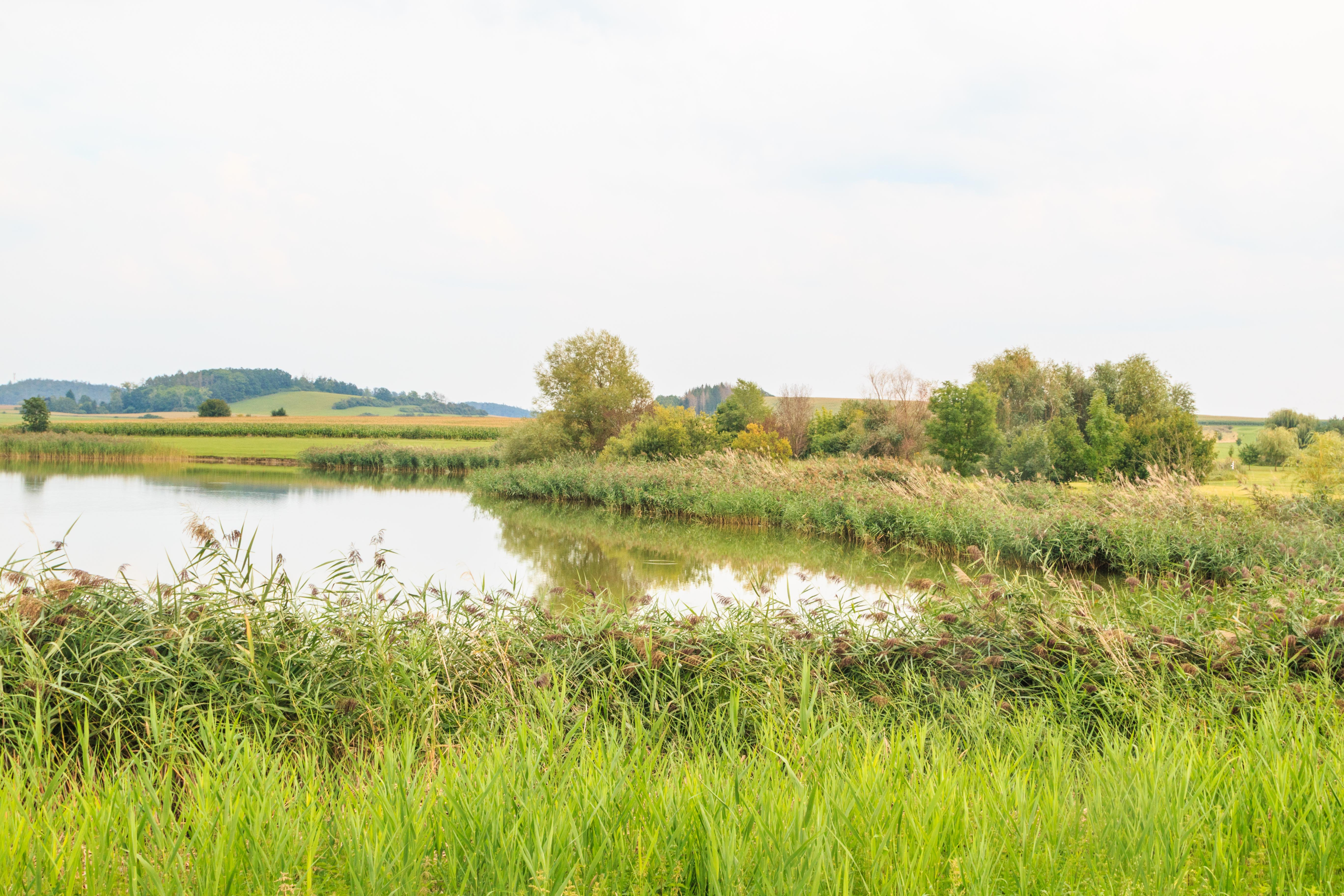
Pohled na rybník Rohlíčky u Librantic
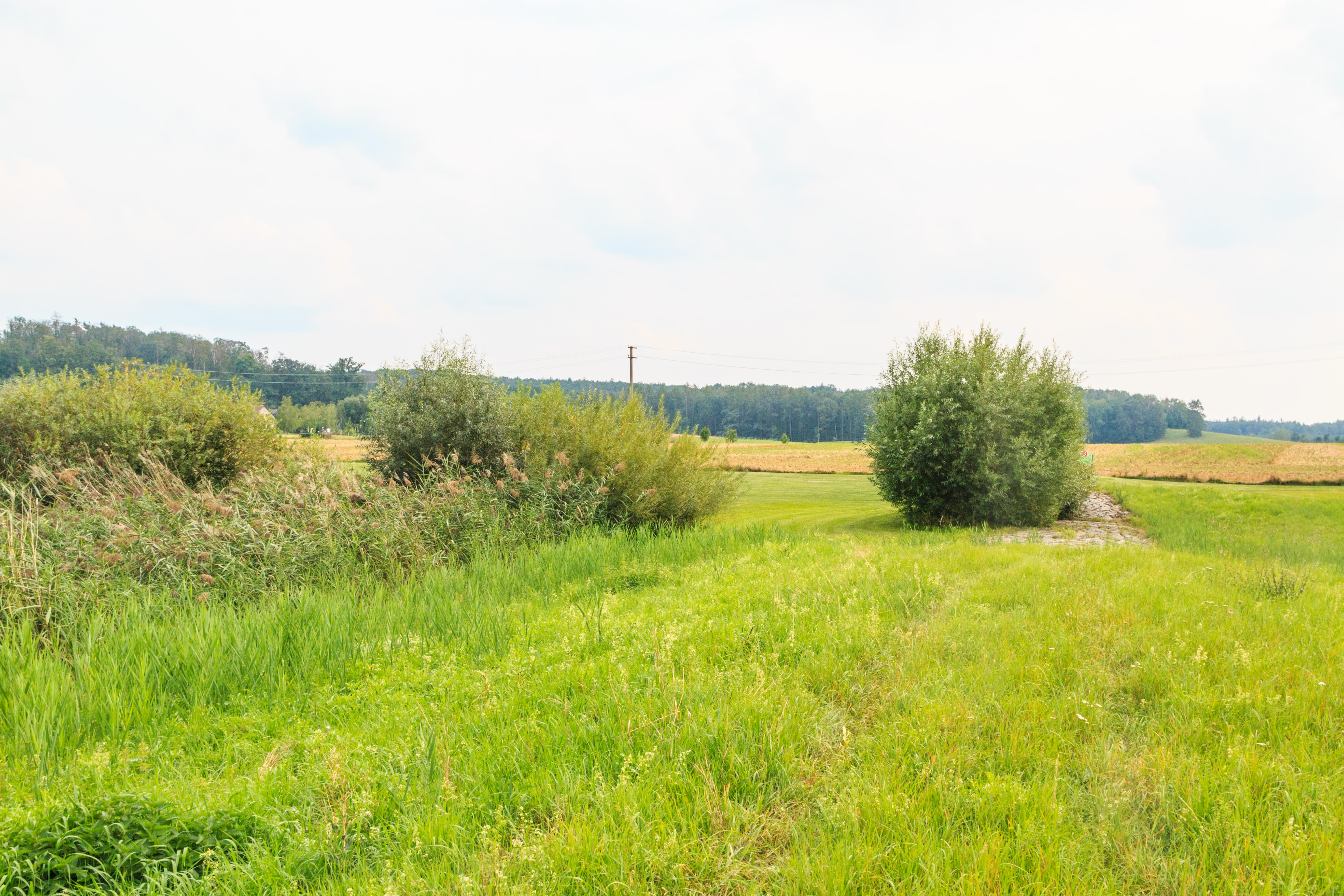
Pohled na rybník Rohlíčky u Librantic